# Nobuhiro Yamashita
Nobuhiro Yamashita (山下敦弘?, Yamashita Nobuhiro; Aichi, 29 agosto 1976) è un regista, sceneggiatore e attore giapponese.
Studiò arte all'Università di Osaka, dove collaborò con Kazuyoshi Kumakiri alla realizzazione di Kichiku (1997). Esordì alla regia nel 1999 con Hazy life. Collabora spesso con lo sceneggiatore Kōsuke Mukai.

## Filmografia

### Attore
- Fish Story (2009)

### Regista
- Hazy life (1999)
- No one’s ark (2003)
- Ramblers (2003)
- Cream lemon (2004)
- Linda Linda Linda (2005)
- Ten dreamy nights (2006)
- The Matsugane potshot affair (2006)
- A gentle breeze in the village (2007)
- My back page (2011)
- Kueki ressha (2012)
- Moratoriamu Tamako (2013)
- La La La at Rock Bottom (2015)
- Over the Fence (2016)
- My Uncle (2016)
- Hardcore (ハード・コア?) (2018)

## Riconoscimenti
2007 – Miglior regia per A gentle breeze in the village e The Matsugane potshot affair alla 32ª edizione degli Hōchi Film Awards.
2008 – Candidatura alla miglior sceneggiatura originale per Linda Linda Linda al Chlotrudis Awards, insieme a Kōsuke Mukai e Wakako Miyashita.